# Monctonstadion
Het Monctonstadion is een stadion in Moncton, een stad in de Canadese provincie New Brunswick. Het stadion ligt op de terreinen van de universiteit van Moncton en is primair bedoeld voor atletiek. In 2015 werd het gebruikt voor het WK voetbal voor vrouwen.